# Cơ thẳng bụng
Cơ thẳng bụng (hay cơ thẳng to bụng, tiếng Anh: rectus abdominis muscle), là cơ nằm dọc thành trước của bụng người và bụng của một số động vật có vú khác. Đây là hai cơ song song, ở giữa được ngăn cách bởi một dải gân mô liên kết được gọi là đường trắng. Cơ kéo dài từ khớp mu, mào xương mu và củ mu, đến mỏm mũi kiếm và sụn xương sườn từ V đến VII. Đầu gần là các mào xương mu và khớp mu, đầu xa là các sụn sườn của xương sườn 5-7 và mỏm mũi kiếm của xương ức.
Cơ thẳng bụng nằm trong bao cơ thẳng bụng, bao gồm cân của các cơ bụng ngoài. Các dải mô liên kết được gọi là các trẽ gân ngang (hay giao tuyến gân, tendinous intersections) đi ngang qua cơ thẳng bụng, phân tách thành các múi bụng riêng biệt. Đường bên ngoài được gọi là đường bán nguyệt Spiegel (linea semilunaris). Bụng của những người có lượng mỡ cơ thể thấp, những múi cơ này lộ ra bên ngoài và thường được gọi là bụng bốn múi, sáu múi, tám múi, thậm chí là mười múi, tùy thuộc vào số lượng có thể nhìn thấy. Bụng sáu múi phổ biến hơn cả.

## Cấu trúc
Cơ thẳng bụng là một cơ mỏng, dài, nằm ở phía trước thành bụng, và hai bên cơ đối xứng như qua đường trắng. Các trẽ gân ngang chia cơ thẳng bụng thành các múi nhỏ hơn. Cơ thẳng bụng khi co sẽ làm mở rộng khoảng cách giữa các múi cơ, tức là độ dài trẽ gân ngang tăng lên, dẫn đến hình thành bụng sáu hoặc tám múi và quan sát thấy được ở những người có tỷ lệ mỡ cơ thể thấp.

### Kích thước
Cơ thẳng bụng dày khoảng 10 mm (so với chất béo phủ bề mặt dày 20 mm). Ở vận động viên bóng ném trẻ, cơ dày 20 mm. Thể tích trung bình là khoảng 300 cm³ ở những người không hoạt động thể lực, và lên đến gần 500 cm³ ở các vận động viên.

### Cung máu
Cơ thẳng bụng có nhiều động mạch cung cấp máu. Phân loại giải phẫu mạch máu của cơ:
1. Động mạch và tĩnh mạch thượng vị dưới chạy trên mặt sau của cơ thẳng bụng, đi vào bao cơ thẳng bụng theo đường cung (cung Douglas, arcuate line) và tưới máu cho phần dưới của cơ.
2. Động mạch thượng vị trên, một nhánh tận cùng của động mạch ngực trong, cấp máu cho phần trên của cơ.
3. Sáu động mạch liên sườn dưới cũng tham gia cung máu cho cơ thẳng bụng.

### Thần kinh chi phối
Cơ thẳng bụng do các dây thần kinh ngực bụng. Đây là phần tiếp nối của thần kinh liên sườn T7-T11 và xuyên qua lớp trước của bao cơ thẳng bụng. Cảm giác do dây thần kinh ngực 7-12 chi phối.

### Biến thể
Cơ ức là một biến thể của cơ ngực lớn hoặc cơ thẳng bụng. Một số sợi cơ đôi khi bám vào các dây chằng sườn - mũi ức và bờ bên của mỏm mũi kiếm.

## Chức năng
Cơ thẳng bụng góp phần quan trọng tạo nên tư thế người. Cơ thực hiện động tác gấp đốt sống thắt lưng, như khi thực hiện bài tập crunch khi tập thể hình.
Cơ thẳng bụng hỗ trợ thở và đóng vai trò quan trọng trong hô hấp khi cơ thể thở mạnh sau khi tập thể dục, trong những điều kiện khó thở ra như khí phế thũng (emphysema). Cơ cũng bảo vệ các cơ quan nội tạng và tạo áp lực trong ổ bụng, chẳng hạn như khi tập thể dục hoặc nâng tạ nặng, khi đại tiện mạnh hoặc khi sinh đẻ.

## Ý nghĩa lâm sàng
Tụ máu ở bao cơ thẳng bụng gây ra đau bụng. Tụ máu có thể do đứt động mạch thượng vị hoặc do rách cơ. Nguyên nhân có thể là do dùng thuốc chống đông máu, ho, mang thai, phẫu thuật ổ bụng và chấn thương.
Khám bụng để xác định dấu hiệu Carnett dương tính.

## Hình ảnh bổ sung

Sơ đồ bao cơ thẳng bụng (Chú thích từ trái sang phải, từ trên xuống dưới: phúc mạc, mạc ngang, đường trắng, cơ chéo bụng ngoài, cơ chéo bụng trong, cơ ngang bụng)
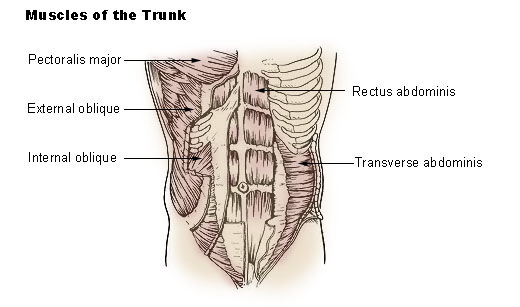
Cơ của thân mình (Chú thích từ trái sang phải, từ trên xuống dưới: cơ ngực lớn, cơ chéo bụng ngoài, cơ chéo bụng trong, cơ thẳng bụng, cơ ngang bụng)
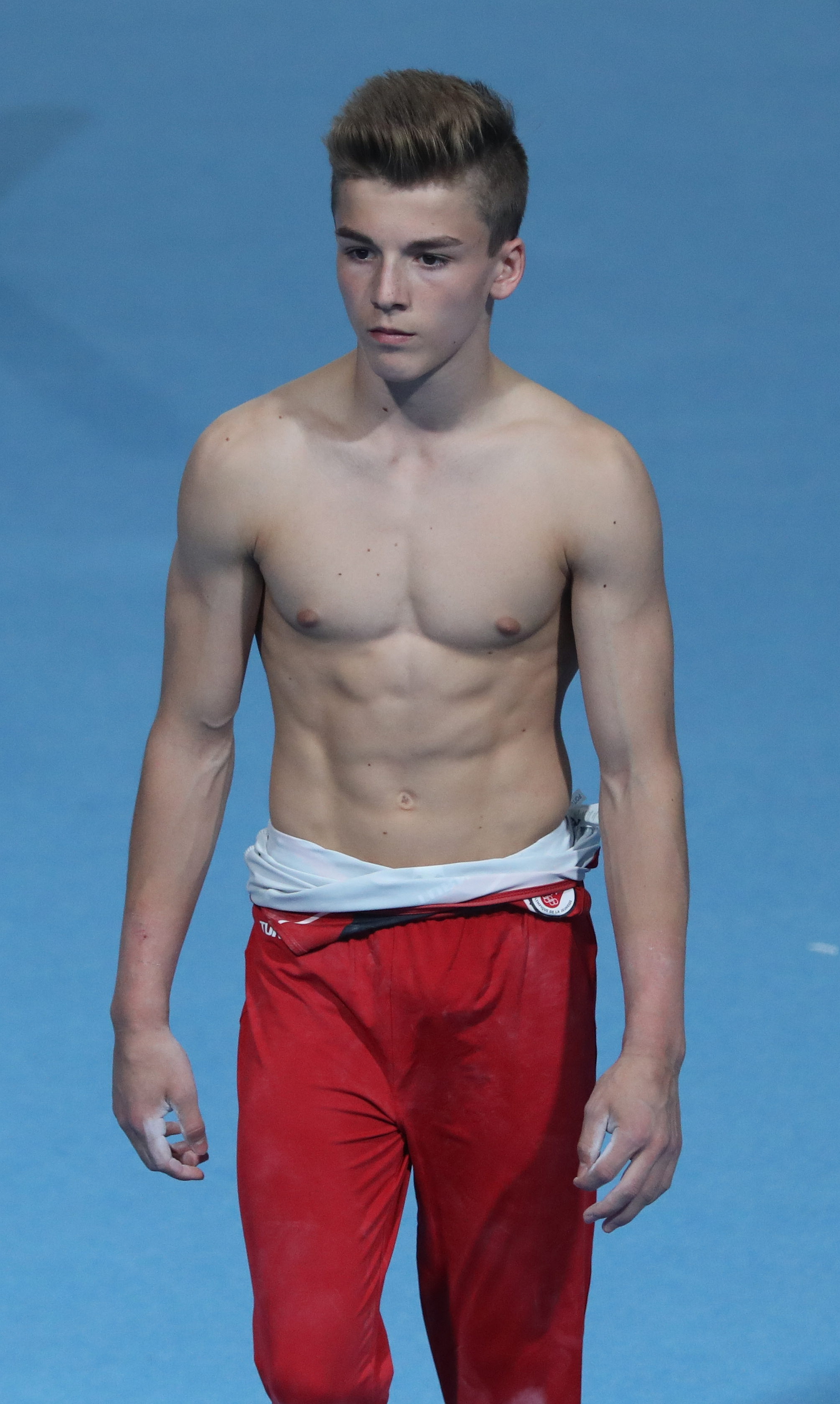
VĐV thể dục dụng cụ Félix Dolci, có thể thấy rõ cơ thẳng bụng
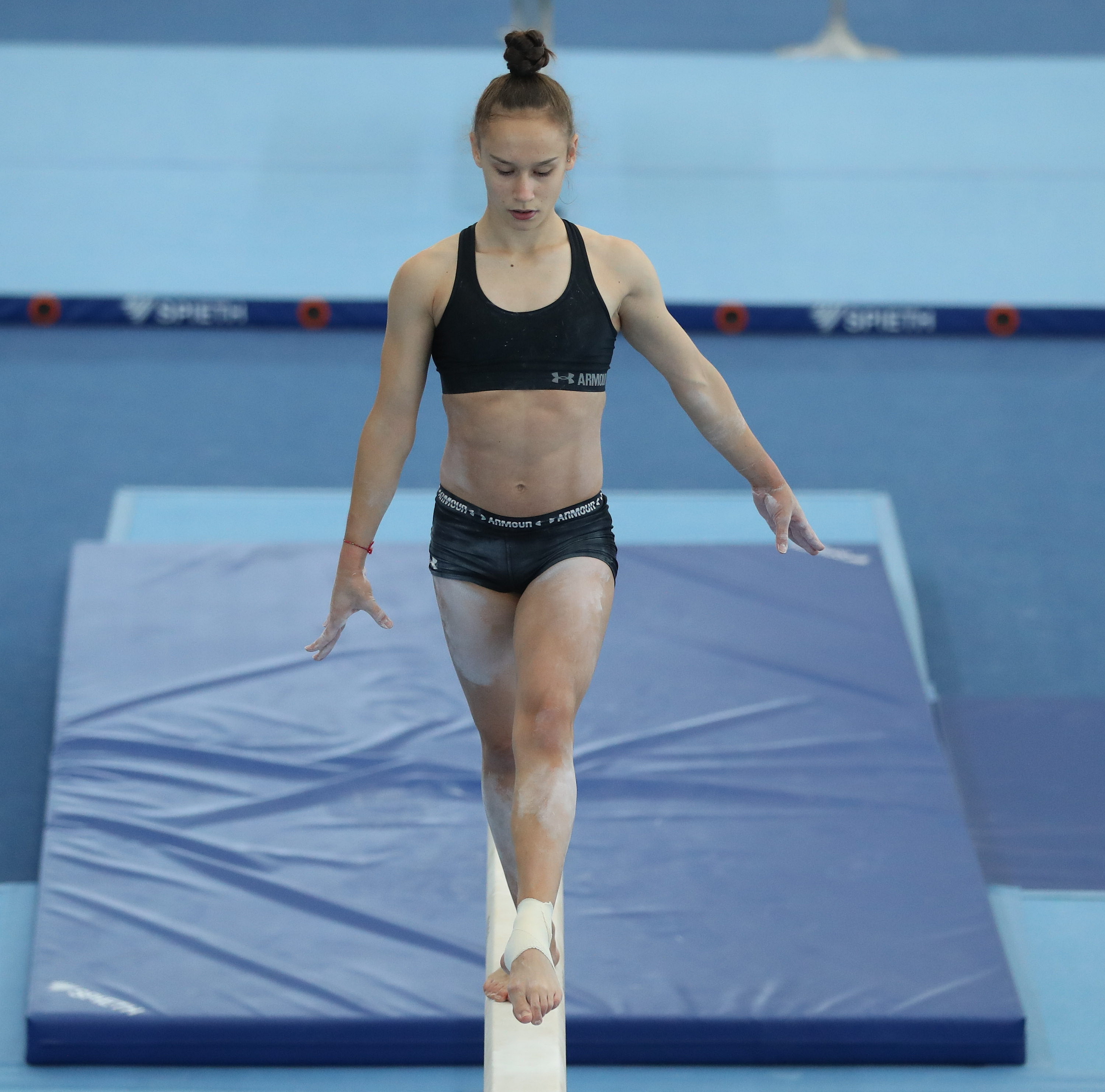
Một VĐV thể dục dụng cụ nữ, có thể thấy rõ cơ thẳng bụng